# باصري آقاجان (مقاطعة إقليد)
باصري آقاجان (بالفارسية: باصری آقاجان) هي قرية تقع في Sedeh District في إيران. يقدر عدد سكانها بـ 146 نسمة بحسب إحصاء 2016.